# Marie Schröder
Marie Schrøder, född 18 mars 1882, död 27 augusti 1909 i Schweiz, var en dansk esperantist, korrespondent, stenograf och journalist med pseudonymen Pen.[källa behövs]
Hon avled på vägen till en kongress i Barcelona där hon skulle representera Danmark.